# Poligon convex
În geometrie un poligon convex este un poligon care este frontiera unei mulțimi convexe. Aceasta înseamnă că orice segment dintre două puncte ale poligonului este conținut în reuniunea dintre interiorul și frontiera poligonului. În particular, este un poligon simplu (adică nu unul care se autointersectează). Echivalent, un poligon este convex dacă orice dreaptă care nu conține o latură intersectează poligonul în cel mult două puncte.
Un poligon strict convex este un poligon convex în care nicio dreaptă nu conține mai mult de o latură a sa.
Într-un poligon convex, toate unghiurile interioare sunt mai mici sau egale cu 180°, în timp ce într-un poligon strict convex toate unghiurile interioare sunt strict mai mici de 180°.

## Proprietăți
Următoarele proprietăți ale unui poligon simplu sunt toate echivalente cu convexitatea:
- Orice unghi intern este strict mai mic de 180°.
- Orice punct de pe orice segment dintre două puncte din interiorul sau de pe frontiera poligonului rămâne în interiorul său sau pe frontieră.
- Poligonul este în întregime cuprins într-un semiplan închis definit de oricare dintre dreptele care cuprind laturile sale.
- Pentru orice latură punctele interioare sunt toate de aceeași parte a dreptei care conține latura.
- Unghiul de la fiecare vârf conține toate celelalte vârfuri în laturile și interiorul său.
- Poligonul este înfășurătoarea convexă a laturilor sale.

Alte proprietăți ale poligoanelor convexe:
- Intersecția a două poligoane convexe este un poligon convex.
- Un poligon convex poate fi triangulat în timp liniar printr-o triangulare în evantai, constând în adăugarea de diagonale de la un vârf la toate celelalte vârfuri.
- Teorema Helly: Pentru fiecare colecție de cel puțin trei poligoane convexe — dacă intersecția oricăror trei poligoane din colecție este nevidă, atunci întreaga colecție are o intersecție nevidă.
- teorema Krein–Milman⁠(d): Un poligon convex este înfășurătoarea convexă a vârfurilor sale. Astfel, este complet definit de mulțimea vârfurilor sale și este nevoie doar de vârfurile poligonului pentru a recupera întreaga sa formă.
- Teorema de separare a hiperplanului⁠(d): Între oricare două poligoane convexe fără puncte în comun există o dreaptă de separare. Dacă poligoanele sunt închise și cel puțin unul dintre ele este compact, atunci există chiar și două drepte de separare paralele (cu un spațiu între ele).
- Proprietatea triunghi înscris: Dintre toate triunghiurile conținute într-un poligon convex, există un triunghi cu o arie maximă, ale cărui vârfuri sunt toate vârfuri ale poligonului.[2]
- Proprietatea triunghi circumscris: fiecare poligon convex cu aria A poate fi înscris într-un triunghi de arie cel mult egală cu 2A. Egalitatea este valabilă exclusiv pentru paralelogram.[3]
- Proprietatea dreptunghiuri înscrise/circumscrise: În fiecare poligon convex C din plan se poate înscrie un dreptunghi r astfel încât o copie omotetică R a lui r sa fie circumscrisă în jurul lui C, iar raportul de omotetie pozitivă este de cel mult 2 și {\displaystyle 0.5{\text{ × aria}}(R)\leq {\text{aria}}(C)\leq 2{\text{ × aria}}(r)}.[4]
- Lățimea medie a unui poligon convex este egală cu perimetrul său împărțit la π. Deci lățimea sa este diametrul unui cerc cu același perimetru ca și poligonul.[5]

Orice poligon înscris într-un cerc (astfel încât toate vârfurile poligonului să fie pe cerc), dacă nu se autointersectează este convex. Totuși, nu orice poligon convex poate fi înscris într-un cerc.

## Convexitate strictă
Următoarele proprietăți ale unui poligon simplu sunt toate echivalente cu convexitatea strictă:
- Orice unghi interior este strict mai mic de 180°.
- Orice segment dintre două puncte din interior sau de pe frontieră, dar nu de pe aceeași latură, este strict în interiorul poligonului (cu excepția punctelor de la capetele acestuia dacă sunt pe frontieră).
- Pentru fiecare latură punctele interioare și punctele de pe frontieră care nu sunt conținute în latură sunt de aceeași parte a dreptei care conține latura.
- Unghiul de la orice vârf conține, cu excepția vârfului dat și a celor două vârfuri adiacente, toate celelalte vârfuri în interiorul său.
- Orice triunghi nedegenerat este strict convex.